# بريطونيون كلتيون

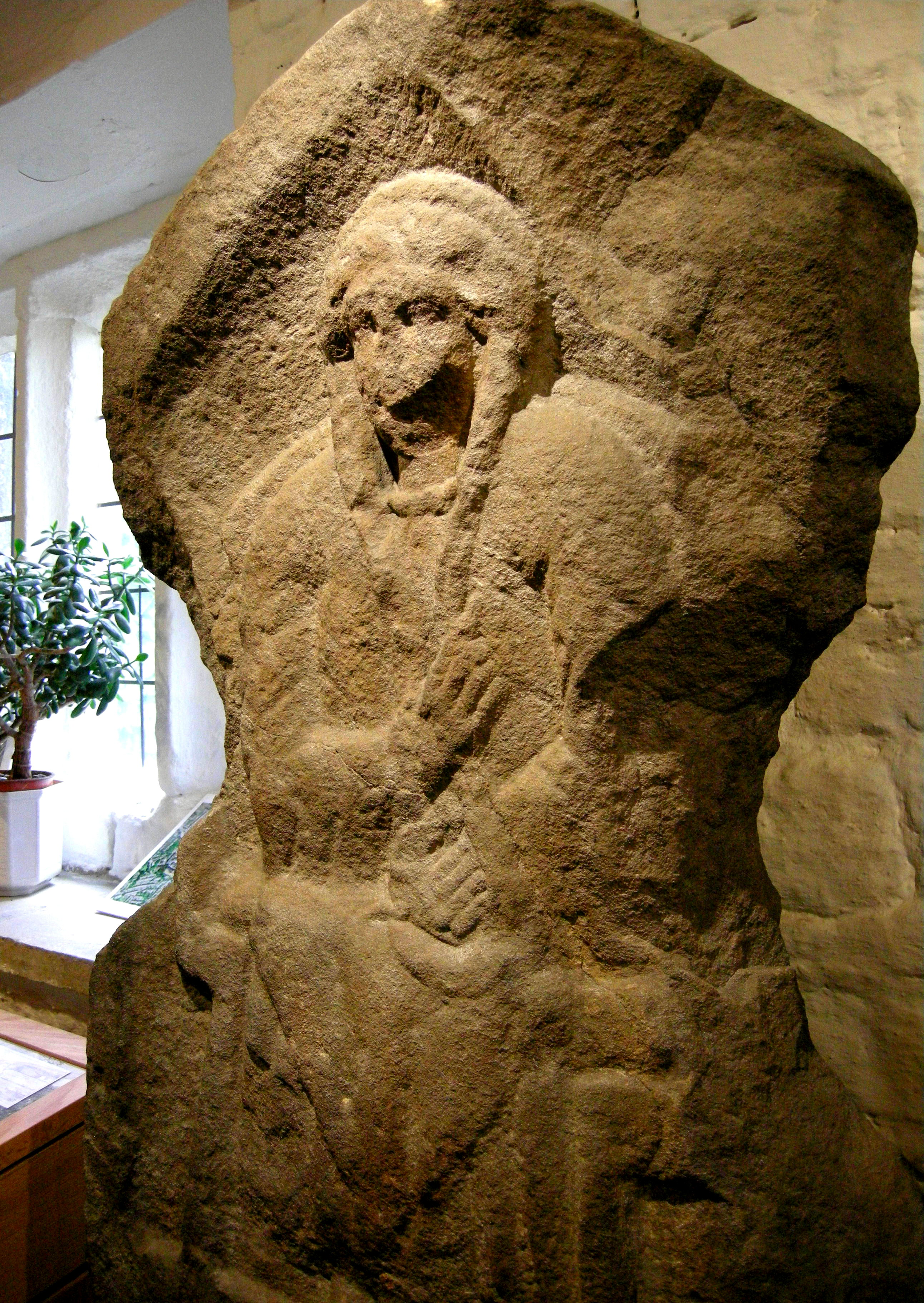
إحدى آثار البريطونيين

بريطونيون وهم عرقية قديمة تواجدت في جزيرة بريطانيا وبحسب الباحثين فهم كانوا أول من سكن هذا الجزيرة ويعود تواجدهم هناك إلى العصر الحديدي البريطاني ما بين سنة 1200-500 ق م قبل الإحتلال الروماني لبريطانيا وقبل وصول القبائل الأنجلوسكسونية إلى بريطانيا ويرى الباحثين أن أصولهم تعود إلى بريتاني ولهم علاقة مع البكتيين وقد كانوا يتكلمون اللغات السلتية الداخلية.